# تونی بلک (بازیکن فوتبال)
تونی بلک (انگلیسی: Tony Black؛ زادهٔ ۱۵ ژوئیهٔ ۱۹۷۰) بازیکن فوتبال اهل بریتانیا است.
از باشگاه‌هایی که در آن بازی کرده‌است می‌توان به باشگاه فوتبال چورلی، باشگاه فوتبال استالی‌بریج سلتیک، باشگاه فوتبال ویگان اتلتیک، باشگاه فوتبال بامبر بریج، و باشگاه فوتبال آکرینگتون استنلی اشاره کرد.